# Engelbrekt Engelbrektsson
Engelbrekt Engelbrektsson (kolem 1390 – 4. květen 1436) byl švédský šlechtic, vůdce povstání z roku 1434, vedeného proti králi Eriku VII. Pomořanskému, který stál v čele Kalmarské unie, jež spojovala do jednoho celku dnešní Švédsko, Norsko a Dánsko, a to pod převážně dánským vlivem.

## Život
Šlechtická rodina Engelbrektssonů přišla do Švédska v 60. letech 14. století z Německa a usadila se v Dalarně, kde vlastnila zejména doly. Engelbrekt se narodil v 90. letech, přesné datum narození není známo, nedochovala se ani žádná dobová kresba, která by zachytila jeho podobu.
Jím vedené doly se staly od nástupu krále Erika VII. Pomořanského objektem značného zdanění. To vedlo Engelbrektssona k vyvolání vzpoury, vedené především proti královu vykonavateli Josse Erikssonovi, který sídlil ve Västeråsu. Do rebelie se široce zapojili horníci z jeho dolů a také zemědělci z Dalarny, kteří nového krále vinili ze zhoršení své sociální situace.

Roku 1435 byl Engelbrektsson zvolen vůdcem stavovského sněmu (Riksens ständer), který sídlil ve městě Arboga, čímž vzpoura dostala charakter stavovského povstání. Sněm načas převzal vládu v zemi a Engelbrektsson se stal jejím regentem. Ostatní šlechtici měli ovšem trochu jiné představy než Engelbrektsson a nakonec upřednostnili jako vůdce sněmu Karla Knutssona Bondeho, zatímco Engelbrektsson ustoupil do pozadí. Brzy poté byl zavražděn šlechticem Månsem Bengtssonem, čímž se sněmu definitivně otevřela cesta k dohodě s králem.

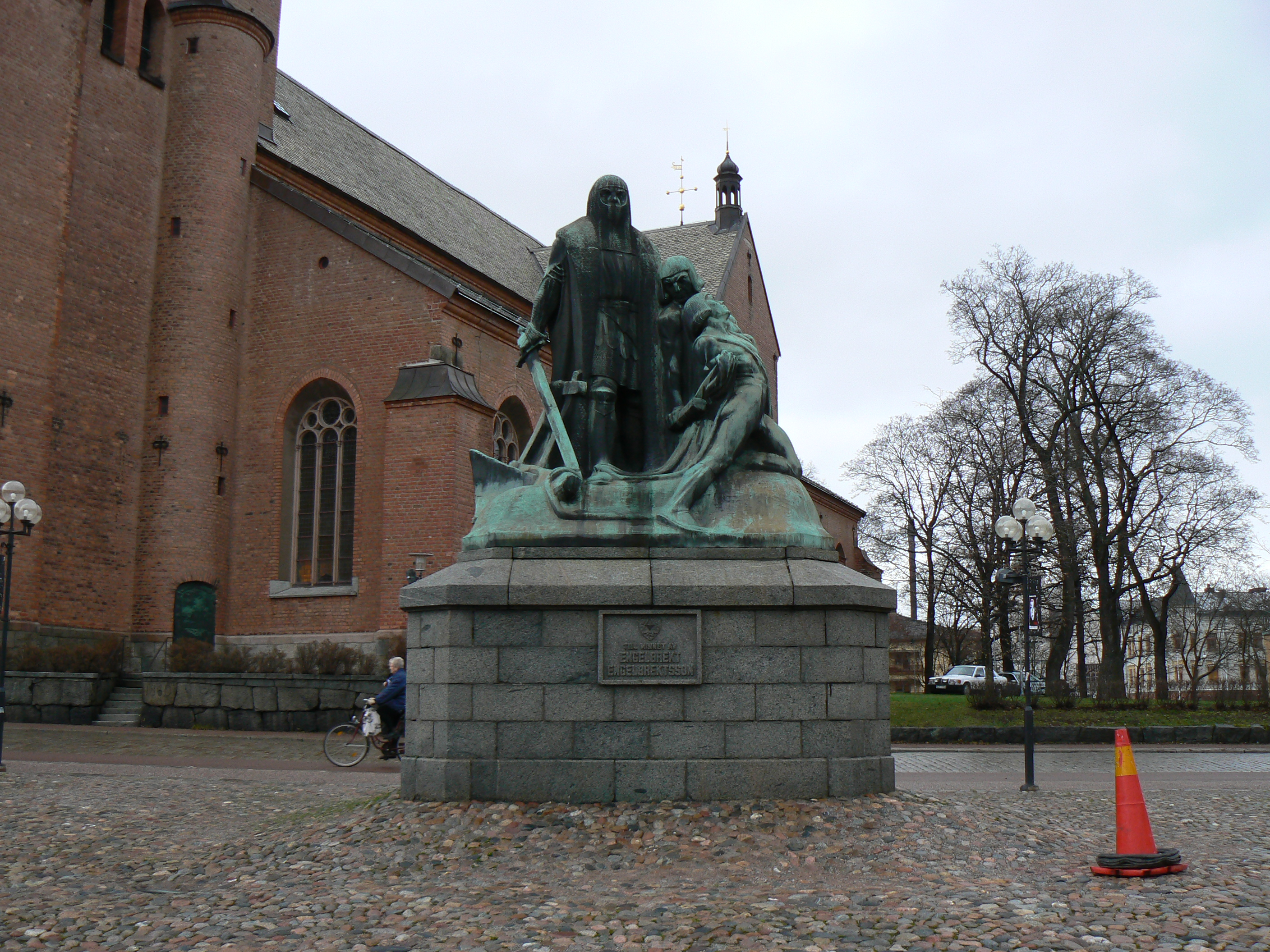
Památník ve Falunu

Engelbrektsson se navzdory prohře rychle stal proto-nacionálním a lidovým hrdinou. Jeho vzpoura bývá někdy označována za počátek švédského národního obrození, které vyvrcholilo v 16. století, vypuzením Dánů. Značila také vstup zemědělské a dělnické vrstvy do švédské (v zásadě parlamentní) politiky, který se tak ve Švédsku odehrál o hodně dříve než v jiných západních zemích.
Hudební skladatel Natanael Berg o Engelbrektssonovi napsal operu Engelbrekt (1928).